# Sorex bendirii
Sorex bendirii (мідиця болотяна) — вид роду мідиць (Sorex) родини мідицевих (Soricidae).

## Поширення
Країни поширення: Канада, США. Населяє вологі ліси, болота, а також райони, прилеглі до води.

## Опис
Вид темно-коричневого кольору з темним низом і довгим хвостом. Тіло близько 16 см в довжину, включаючи 7 см хвіст, вага близько 13 грамів.

## Стиль життя
Харчується переважно водними комахами та іншими дрібними безхребетними на суші або в воді. Активний протягом усього року. Ця тварина активна протягом дня, але більш активна вночі. Зазвичай живе близько 18 місяців.
Сезон розмноження триває з кінця січня по кінець серпня з більшістю народжень в березні. Вагітність триває близько трьох тижнів. Народжується від 3 до 4 дитинчат.